# Cartas Chilenas
Cartas Chilenas são poemas satíricos, em versos decassílabos brancos (sem rimas), que circularam em Vila Rica em manuscritos, a partir de 1782 e poucos antes da Inconfidência Mineira, em 1789. Revelando seu lado satírico, num tom mordaz, agressivo, jocoso, pleno de alusões e máscaras, o poeta satiriza ferinamente a mediocridade administrativa, os desmandos dos componentes do governo, o governador de Minas e a Independência do Brasil.
Critilo é um habitante de Santiago do Chile (na verdade Vila Rica) que narra ao amigo Doroteu os desmandos despóticos e narcisistas do governador chileno Fanfarrão Minésio (na realidade, Luís da Cunha Meneses, governador de Minas até a Inconfidência Mineira). São conhecidas treze cartas, sendo que sete foram impressas pela primeira vez em 1845, por iniciativa do escritor chileno Santiago Nunes Ribeiro. A totalidade das cartas teve a publicação em 1863, por Luís Francisco da Veiga, seguindo um manuscrito de seu pai, Saturnino da Veiga, que fora contemporâneo dos Inconfidentes.
Por bastante tempo discutiu-se a autoria das Cartas Chilenas. A dúvida só acabou após estudos de Afonso Arinos (1940) e, principalmente, de Rodrigues Lapa, comparando a obra com cada um dos elementos do "Grupo Mineiro", possíveis autores, quando se concluiu que o verdadeiro autor é Tomás Antônio Gonzaga, que ocupara o cargo de Ouvidor e que sofrera contrariedades pelos atos do governador. Assim,Critilo é ele mesmo e Doroteu, Cláudio Manuel da Costa. Manuel Bandeira também apontou Gonzaga como autor, em trabalho publicado no número 22, de abril de 1940, da Revista do Brasil. Especula-se que a obra tenha sido influenciada pelas Cartas Persas.[carece de fontes?]

## Conteúdo das cartas[1]
1ª Carta - Entrada de Fanfarrão em Chile (isto é, a chegada do governador Cunha Menezes em Vila Rica)
2ª Carta - Fingimentos no início para aos poucos centralizar todos os negócios
3ª e 4ª Cartas - Injustiças e violências de Fanfarrão por "causa de uma cadeia"
5ª e 6ª Cartas - Desordens nas festas de casamento de Fanfarrão
7ª Carta - Sobre as decisões arbitrárias de Fanfarrão
8ª Carta - Corrupção em vendas de despachos e contratos
9ª Carta - desordens no "governo das tropas"
10ª Carta - "desordens maiores que fez em seu governo"
11ª Carta - "brejeirices" do governador
12ª Carta - imoralidade e atos prepotentes de Fanfarrão em prol de seus protegidos
13ª Carta - Existe apenas um curto fragmento